# Ligota Zamecka
Ligota Zamecka est une localité polonaise de la gmina et du powiat de Kluczbork en voïvodie d'Opole.